# Gilberto Milfont
Gilberto Milfont, nome artístico de João Milfont Rodrigues (Lavras da Mangabeira, 7 de novembro de 1922 - Rio de Janeiro, 13 de dezembro de 2017), foi um cantor e compositor brasileiro.

## Biografia
Filho de José Fonseca Rodrigues (Primo Rodrigues) e de Maria Milfont Rodrigues, em 1923 a família mudou-se para Fortaleza, onde passou a infância e adolescência com seus avós e se iniciou na música como cantor e compositor.
Em 1943, transferindo-se para o Maranhão para trabalhar na Rádio Timbira de São Luís, de onde saiu para a Rádio Tabajara de Natal, em 1944. Em 1945, fixou residência no Rio de Janeiro, estreando na Rádio Mayrink Veiga. 
Nos anos de 1950, compôs grandes sucessos como "Um Falso Amor", "Batendo Cabeça", "Para Seu Governo", e muitas outras marchinhas de carnaval. É autor de mais de 500 composições musicais, com participação em mais de 40 LPs.